# روزهای بارانی (ترانه)
روزهای بارانی (انگلیسی: Rainy Days) ترانه‌ای از خوانندۀ اهل کره جنوبی وی، از اولین آلبوم او توقف میان راه است که در ۱۱ اوت ۲۰۲۳ توسط بیگ هیت منتشر شد.